# Agnosticizem
Agnosticízem (iz grščine a- - ne- + gnosis - védenje oziroma αγνωτικος) je filozofsko stališče, da je resničnost nekaterih trditev, posebej teoloških trditev o obstoju boga, bogov ali božanstev, bodisi neznana bodisi je sploh ni mogoče poznati. V enaki meri je agnosticizem zadržan do ateizma in trditev o neobstoju boga. Na splošno pa za agnosticizem velja, da ne pristaja na absolutne resnice in trenutno znanstveno nedokazljive trditve, kar pa ne pomeni, da ne dopušča možnosti, da se te trditve v prihodnosti izkažejo za pravilne.
Agnosticizem ni diametralno nasprotje doktrini gnosticizma – slednji je bolj versko gibanje. Toda agnosticizem je nasproten dogmatičnemu prepričanju o obstoju boga in je po drugi strani tudi nasprotje materialistični tezi o zanesljivih spoznanjih o materialnem svetu.
Izraz »agnosticizem« in soroden izraz »agnostik« je leta 1869 skoval angleški biolog, Darwinov prijatelj in njegov goreči zagovornik ter popularizator znanosti Thomas Henry Huxley; v širšem pomenu se uporablja za tiste, ki so neprepričani ali nezavezani glede verskih resnic, denimo o obstoju božanskega. 

## Zavračanje metafizike
V pozitivnem smislu je agnosticizem stališče, da je treba pri znanstvenem raziskovanju poslušati samo glas razuma, medtem ko v negativnem smislu pomeni omejevanje zanesljivega spoznanja samo na tisto, kar je pozitivno dano v čutni zaznavi in kar se lahko empirično preveri. V najširšem smislu je agnosticizem torej celotni empirizem in pozitivizem, kamor sodijo znanstveniki, kot so August Comte, Charles Darwin, Herbert Spencer in mnogi drugi. Vključuje lahko sodobno logiko, katere predstavnik je med drugim Wittgenstein, saj zavrača vsako metafiziko in se opira na trenutno znanstveno preverljive temelje.

## Agnosticizem in ateizem
Agnosticizem se od ateizma razlikuje v tem, da slednji zagovarja stališče o neobstoju boga, medtem ko agnosticizem tega ne trdi. Agnosticizem namreč zavzema enako distanco do trditve o obstoju boga kot do tiste o njegovem neobstoju. Teističnih in ateističnih dogem ne sprejema, a jih hkrati ne negira, dvomi le v možnost dokončnega spoznanja obeh pogledov.
Medtem ko nekateri agnostiki trdijo, da ni moč imeti »absolutnega« ali »gotovega« spiritualnega védenja, drugi dopuščajo možnost, da je takšno védenje moč imeti, a trdijo, da ga sami nimajo. V obeh primerih pa agnosticizem zajema skepticizem do verskih trditev, prav tako pa tudi do ateističnih predpostavk o neobstoju boga.

## Ignosticizem
Posebna smer agnosticizma je ignosticizem. Medtem ko se nekateri agnostiki ukvarjajo z vzroki človekove nezmožnosti razrešiti vprašanje o obstoju boga, ignostiki trdijo, da je to vprašanje brezpredmetno, saj bog (če obstaja ali ne) očitno nima neposrednega vpliva na svet - če bi ga imel, trdijo, bi ga prek njega lahko spoznali, tako pa ga ne moremo. Ali pa ga bomo spoznali v bližnji prihodnosti.